# 밀양여자고등학교
밀양여자고등학교(密陽女子高等學校)는 대한민국 경상남도 밀양시 내일동에 있는 공립 고등학교이다.

## 학교 연혁
- 1954년 6월 17일 : 밀양여자고등학교 6학급 설립 인가
- 1954년 6월 29일 : 제1대 서호룡 교장 취임
- 1955년 3월 1일 : 가곡동 소재 교사(校舍)에서 개교
- 1959년 10월 17일 : 현 밀양여자중학교 자리로 이전
- 1971년 12월 30일 : 현재 교사(校舍) 신축 - 본관동 1층 및 교실 2칸, 평가실, 방송실
- 1972년 2월 24일 : 현재 위치로 이전
- 2000년 : 현재 교사(校舍) 증축 - 본관 4층
- 2002년 11월 1일 : 디지털 도서관 개관
- 2003년 3월 1일 : 다목적 강당 준공
- 2021년 2월 3일 : 제65회 졸업 (94명 졸업, 졸업생 총수 17,028명)
- 2022년 3월 1일 : 제29대 구광서 교장 취임
- 2022년 3월 1일 : 일반 13학급, 특수 1학급
- 2023년 3월 2일 : 제70회 입학식(신입생 110명)

## 참고 자료
- 밀양여자고등학교 - 한국교육학술정보원 학교알리미